# 大理蓼
大理蓼（学名：Polygonum subscaposum）为蓼科蓼属下的一个种。

## 扩展阅读
- 維基物種上的相關：大理蓼